# وینسنت پیازا
وینسنت پیازا (به انگلیسی: Vincent Piazza) (زاده ۲۵ می ۱۹۷۶) بازیگر آمریکایی است.
از فیلم‌های معروف او می‌توان به بازی در فیلم ترور یک رئیس دبیرستان، جنون و دختری که بوسیدن را اختراع کرد اشاره کرد.